# Агрест Матест Менделевич
Матес (Матест) Менделевич Агреста (20 липня 1915, село Княжицьке, нині Могильовський район, Могильовська область — 20 вересня 2005, Чарльстон, штат Південна Кароліна, США) — радянський і американський математик, відомий також як засновник теорії палеоконтактів, доктор фізико-математичних наук.

## Біографія
Народився в селі Княжицьке (нині Могильовський район Могильовської області) в бідній єврейській родині. В п'ять років батьки віддали його в хедер — єврейську релігійну школу, де він навчався за рахунок громади. Після хедера навчався в Любавічеській єшиві (аналог православної духовної семінарії), яку закінчив в 15 років і став дипломованим рабином. Все життя дотримувався приписів юдаїзму.
В 1930 році без грошей, майже не володіючи російською мовою приїхав в Ленінград — поступати в Ленінградський державний університет на (математико-механічний факультет). Оскільки ніяких «світських» предметів, крім арифметики, в хедері, а тим більше в єшиві, не проходили, він опановував знання, що називається, з нуля. Займатися доводилося уривками, бо треба було працювати різноробом, щоб прогодувати себе і хоч крихти посилати батькам. Для підготовки до університету йому знадобилося трохи більше року. Він блискуче склав усі іспити, але провалив російську мову. Але, згідно з тогочасним положенням, М. Агрест був прийнятий в Ленінградський університет як особа, для якої російська мова не є рідною.
Навчаючись в університеті, він знайшов для себе ідеальну роботу: в публічній бібліотеці розбирав середньовічні єврейські рукописи епохи кордовського халіфату. Він досконально вивчив дивовижну єврейсько-арабську культуру, що процвітала на півдні Іспанії 10 століть тому. В 1938 році М. Агрест закінчив Ленінградський університет та поступив до аспірантури МГУ на кафедру небесної механіки.
На початку Німецько-радянської війни лейтенант Агрест — командир взводу аеростатів загородження в ППО міста Горького. Одного разу, коли він випустив свої аеростати, вдарила гроза, і дві «ковбаси» були спалені. Згідно з положенням, напередодні грози він повинен був отримати від місцевого гідромету штормове попередження, але, завдяки недбалості метеоначальства, він його не отримав. Агрест був розжалуваний і посланий на передову, в штрафбат, але повернувся живим. Він кульгав (поранення) і ходив з паличкою.
В 1946 році М. Агрест захистив кандидатську дисертацію про небесно-механічні особливості в русі кілець Сатурна. Але тривалий час на роботу його не брали через національність, адже влада розгорнула боротьбу з «безродними космополітами».
Восени 1948 року Агреста запросили працювати в КБ-11 в Арзамасі-16, що займалося розробкою атомної бомби. М. Агрест працював під керівництвом академіка Я. Б. Зельдовича і керував обчислювальною лабораторією, що займалася розрахунками вибухових процесів.
13 січня 1951 року Матеса Менделевича викликали до начальства і повідомили, що він звільнений і зобов'язаний протягом доби покинути територію секретного об'єкта. Про причини звільнення не сказано було ані слова. Можливо, він був вигнаний через релігійну освіту, або через виявлених родичів в Ізраїлі, або за те, що зробив синові обрізання).
Положення Агреста було дуже складним. Сім'я його складалася в той час з восьми чоловік. Молодшому синові було кілька місяців, а тестю — далеко за сімдесят років. Їхати їм з Арзамаса-16 було нікуди. На допомогу прийшли колеги — Ігор Євгенович Тамм і Микола Миколайович Боголюбов. Вони домоглися, щоб сім'ї Агреста дозволили залишитися на «об'єкті» ще тиждень. Того ж вечора додому до Агреста прийшов Андрій Дмитрович Сахаров і запропонував пожити в його московській квартирі поки Агрест знайде роботу. У квартирі Сахарова сім'я Агреста прожила більше півроку.
Роботу Матес Менделевич знайшов в Абхазії. В 1951—1992 роках працював в Сухумському фізико-технічному інституті, де займався дослідженнями в області неповних циліндричних функцій. В 1969 захистив докторську дисертацію.
З 1992 року проживав в Чарлстоні, штат Південна Кароліна, США. Помер в 2005 році.

## Теорія древніх космонавтів
Агрест вперше виступив зі своєю гіпотезою в липні 1959 року на семінарі Сухумського фізико-технічного інституту. Потім, 6 лютого 1960 року, в «Литературній газеті» з'явилася стаття «Сліди ведуть в космос».
Були висунуті припущення про існування в давнину контактів інопланетян із Землею. Були дані нетрадиційні інтерпретації ряду фактів, наприклад, що Содом і Гоморра були зруйновані в результаті ядерного вибуху, зробленого інопланетянами.
Стаття мала великий резонанс, в тому числі в західній пресі. У радянській пресі активно критикували Агреста як автора антинаукової гіпотези.
Ідеї Агреста надихнули пізніших дослідників, таких, як Еріх фон Денікен і Захарія Сітчин, які в наступні десятиліття популяризували те, що отримало назву «теорія древніх космонавтів».

## Список творів
- Агрест М. Космонавты древности // На суше и на море. — М. : Географгиз, 1961. — С. 526-542.
- Агрест М. М. Максимов М. З. Теория неполных цилиндрических функций и их приложения. Атомиздат, 1965 350 с.
- Agrest, Matest M., Maksimov, Michail S. Theory of Incomplete Cylindrical Functions and their Applications. Grundlehren der mathematischen Wissenschaften Band 160, ISBN 3-540-05111-2 Springer-Verlag. 1971